# مسجد الجمعة القديم في موروني
مسجد الجمعة القديم في موروني ويعرف أيضاً مسجد البدجناني في موروني عاصمة جزر القمر، وهو أقدم مساجد المدينة، شيّد عام 1427م وأضيفت مأذنته عام 1921م.
ويعتبر هذا المسجد من المساجد الأولى التي بنيت في شرق أفريقيا.